# Ectabola protracta
Ectabola protracta är en fjärilsart som beskrevs av László Anthony Gozmány. Ectabola protracta ingår i släktet Ectabola och familjen äkta malar. Inga underarter finns listade i Catalogue of Life.